# 科赫尔的铁匠

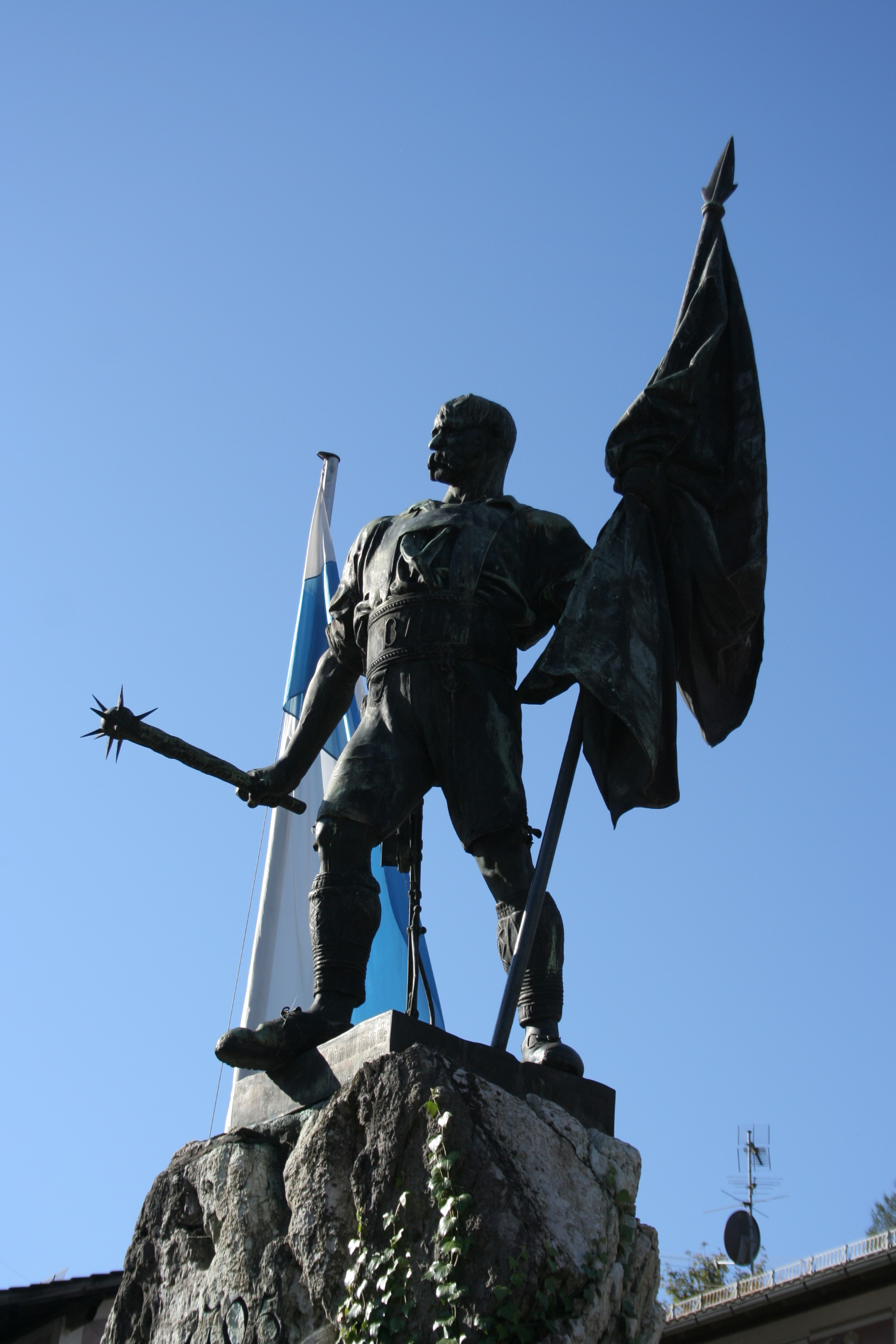
科赫尔的铁匠

科赫尔的铁匠（德語：Der Schmied von Kochel）是一位出自巴伐利亚传说的人物。关于这个人物存在两种说法，一是他曾作为士兵参加大土耳其战争（维也纳之战）。當時他不带其他武器，只用一把铁棍就把贝尔格莱德的城门堵住了。选帝侯们后来想要表彰他的英勇，但他拒绝了一切奖赏。
二是他曾在西班牙王位继承战争期间领导农民起义反抗哈布斯堡王朝皇帝約瑟夫一世。在森德灵的圣诞杀人夜事件中，起义达到最高潮。文学作品曾将这位铁匠描述为一个年过七十但却身形高大、力大无比的老人。据说他为了参加起义而自行锻造了一把重逾50公斤的尖头铁棒。圣诞夜当晚，铁匠和其他起义者一起在森德灵教区教堂作战。最终战死，是为最后一个倒下的起义者。